# Black Flash
Black Flash est un personnage de bande dessinée fictif de DC Comics. Il a été créé par les écrivains Grant Morrison et Mark Millar et l'artiste Ron Wagner.

## Biographie fictive
Black Flash est l'incarnation de la Mort chez les personnes pouvant utiliser la force véloce. Ce dernier n'a qu'un seul but, ramener de force les super soniques dans la force véloce. Il aurait été aperçu par Barry Allen et Johnny Quick avant leur mort.

## Apparitions dans d'autres médias

### Arrowverse
A la fin de la saison 2 de The Flash, Hunter Zolomon, alias Zoom, est capturé par les spectres temporels et ramené à la force véloce pour y être jugé. En guise de punition, il est devenu le Black Flash, un monstre chassant les aberrations temporelles et ceux qui tentent de changer le cours de l'histoire.
Il traquera alors Eobard Thawne, qui est devenu une aberration car il n'est plus censé exister à la suite du suicide de son ancêtre Eddie Thawne, mais également Barry Allen pour avoir changé le cours de l'histoire en créant le Flashpoint. 